# 布朗塞耶
布朗塞耶（法語：Branceilles，法語發音：[bʁɑ̃sɛj]）是法国科雷兹省的一个市镇，位于该省南部偏西，属于布里夫拉盖亚尔德区。

## 地理
布朗塞耶（45°0'41"N, 1°42'37"E）面积11.59 平方千米，位于法国新阿基坦大区科雷兹省，该省份为法国中南部省份，北起上维埃纳省和克勒兹省，西接多爾多涅省，南至洛特省，东临多姆山省和康塔爾省。
与布朗塞耶接壤的市镇（或旧市镇、城区）包括：拉沙佩勒欧圣、韦河畔绍富、屈尔蒙特、马西亚克拉克罗兹、圣瑞利安莫蒙、孔达、圣米歇尔-德巴尼耶尔。

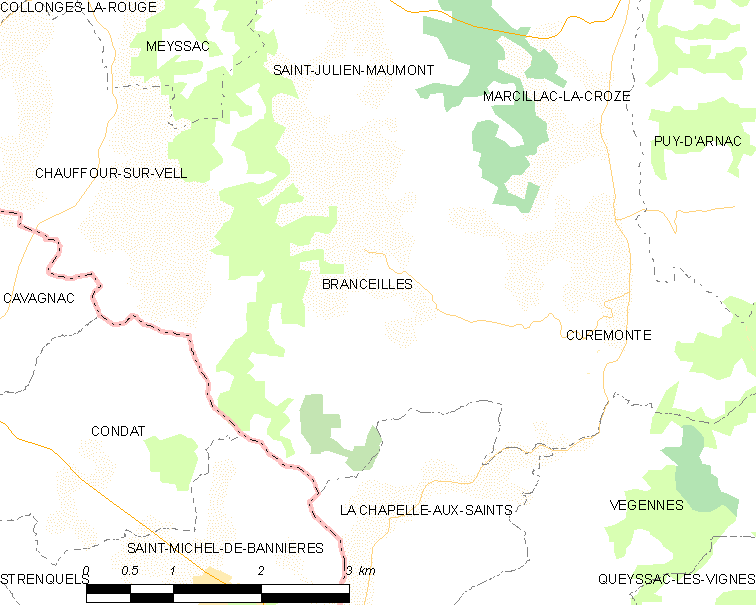
布朗塞耶的OSM定位图

布朗塞耶的时区为UTC+01:00、UTC+02:00（夏令时）。

## 行政
布朗塞耶的邮政编码为19500，INSEE市镇编码为19029。

## 政治
布朗塞耶所属的省级选区为科雷兹南部县。

## 人口

1962-2008年间布朗塞耶人口变化图示

布朗塞耶于2022年1月1日时的人口数量为276人。